# 西崎緑 (2代目)
二代目西崎緑（にだいめ にしざき みどり、1931年 - ）は西崎流の日本舞踊家。

## 概要
初代西崎緑に師事し、西崎和美を名乗る。
初代が1957年に死去した後、1960年より二代目西崎緑を名乗る。二代目西崎緑舞踊研究所代表。
1989年に「八百比丘尼」で芸術祭賞受賞。
1997年に舞踊批評家協会賞受賞。
本名は白川和子。夫は写真家の白川義員。
ヒット歌謡曲「旅愁」の西崎緑(1960年生まれ)は舞踊家としては初代西崎緑の孫弟子だが、二代目西崎緑とは別の派であり無関係。